# Marco Brandolin
Marco Brandolin (Cormons, 13 settembre 1922 – Desio, 25 marzo 2018) è stato un calciatore italiano.

## Carriera
Fu uno dei maggiori portieri italiani a cavallo degli anni '40 e '50, il quale, anche per la ricchezza di calciatori dello stesso ruolo in quel periodo (come Franzosi, Sentimenti IV, Costagliola, Moro e Casari), non ebbe mai l'onore di giocare in Nazionale.

Formazione della Lazio nel 1948-1949: Brandolin è riconoscibile dal berretto, in posizione accovacciata.

Cresce calcisticamente dapprima nella Cormonese, e poi nel Potenza, in Serie C; costretto, come molti atleti della sua generazione, ad interrompere l'attività a causa degli eventi bellici, torna in Friuli e gioca il primo campionato del dopoguerra nelle file della Cormonese con cui vince il girone A di Serie C.
Scoperto da Paolo Mazza, viene portato alla SPAL nel 1946, dove gioca due splendidi campionati di Serie B totalizzando 72 partite e lasciandone 2 sole al suo vice Nuciari.
Passa con un contratto sfavillante alla Lazio assieme a Montanari e De Lazzari, nel 1948 e con i capitolini gioca a 26 anni il suo primo campionato di Serie A esordendo il 26 settembre 1948.
Acquistato a suon di quattrini dall'Udinese che vuole tornare in Serie A e sta allestendo una grande formazione, gioca 41 partite fra i cadetti per poi disputarne altre 63 con i bianconeri nella massima serie.
Poi torna in Serie B con la Salernitana nel 1952, poi nel 1954 in Serie C con la Lucchese per chiudere con il calcio in IV Serie, nel 1958, con il Pordenone.
In carriera ha totalizzato complessivamente 88 presenze in Serie A e 120 in Serie B.